# Causa per il maggiorasco di Cristoforo Colombo
Il processo per il maggiorasco di Cristoforo Colombo fu una celebre causa che si trascinò per circa trent'anni dal 1578 al 1608, con notevoli complicazioni giuridiche (originate dai tanti pretendenti all'eredità poi riconosciuti illegittimi) e di eccezionale rilievo politico (derivate dalle incerte origini geografiche del grande Navigatore).

## L'antefatto
Nel 1498 Colombo dettò e firmò la scrittura di maggiorasco (una sorta di testamento), per la successione universale del suo primogenito Diego.
La scrittura prevedeva, per la successione fedecommissaria, il seguente ordine di agnati: dapprima l'altro figlio Fernando, poi i propri fratelli Bartolomeo e Diego (zii di Ferdinando e Diego).
In questa scrittura Colombo rinnovò il suo amore per Genova (a suo dire, poiché da essa partii e in essa nacqui) e ricordò ai Re di Spagna che l'oro ottenuto dalle Indie doveva esser destinato alla liberazione del Santo Sepolcro.

## La scrittura di maggiorasco
Le Crociate erano per Colombo un chiodo fisso, così come l'evangelizzazione delle nuove genti. Dagli accordi di Santa Fe al testamento, Colombo non pensò che alla riconquista dei luoghi santi.
Nell'atto con cui istituì il maggiorascato a favore di don Diego, il suo primogenito, Cristoforo non a caso menzionò l'intenzione di spendere la rendita delle Indie "per la conquista di Gerusalemme" e impegnò pure il figlio Diego, o il suo erede fedecommissario, «ad andare con il Re Nostro Signore, se andrà a Gerusalemme a conquistarla, o anche solo, con la maggior forza possibile», utilizzando le entrate che gli spettavano appunto in base agli accordi di Santa Fe del 1492.
Il grande navigatore, nel suo testamento, aveva altresì esplicitamente precisato che il maggiorasco dovesse essere ereditato soltanto da un Colombo maschio, anche collaterale (in mancanza di discendenza diretta), con esclusione delle femmine (Dei benefizii, delle prebende, e di uffici altri siffatti non si avvantaggino le femine).
Una clausola del maggiorasco prevedeva la ricerca di eventuali parenti, che andavano però soltanto aiutati con rendite cospicue, ove non si fossero dimostrati in grado di vivere in modo adeguato al rango di un Colombo.
Nel 1502, poco prima di partire per il suo quarto e ultimo viaggio nel Nuovo Mondo, Colombo si espresse in un'altra scrittura, in cui confermava il maggiorasco in via esclusivamente maschile, disposizione poi ratificata espressamente con un codicillo dallo stesso Colombo il giorno precedente la sua morte, il 19 maggio 1506. Fu da questo documento che iniziarono le battaglie legali dei futuri eredi.

## La causa di Diego contro il re di Spagna per l'eredità del padre
Subito dopo la morte di Cristoforo Colombo, re Ferdinando disse al figlio Diego che non voleva più rispettare gli accordi economici di Santa Fe presi a suo tempo con il padre. Il rischio era che le ricchezze accumulate negli anni dall'Ammiraglio non potessero essere oggetto di alcuna successione mortis causa.
Le Capitolazioni di Santa Fe (17 aprile 1492), nel finanziare l'impresa di «buscar el Levante por el Poniente», sancivano che in caso di successo Colombo avrebbe avuto il grado di Ammiraglio del Mare Oceano e il titolo di viceré delle terre scoperte. Alla città di Palos de la Frontera, che doveva una riparazione ai sovrani di Spagna, fu imposto di armare due caravelle per la spedizione, la Niña e la Pinta, mentre la nave ammiraglia Santa María apparteneva alla flotta reale.
Negli accordi firmati tra Colombo e i reali di Spagna, prima del famoso viaggio, si precisava dunque che la Corona gli avrebbe concesso quanto prometteva «per quello che ha scoperto».
Don Diego (1478 - 1526), figlio di Cristoforo e Filipa Moniz de Perestrello (figlia di Bartolomeo Perestrello, navigatore e governatore portoghese di Porto Santo - Madera), dovette dunque preliminarmente recuperare il titolo di viceré che gli spettava di diritto dagli accordi presi tra suo padre ed il Re di Spagna. Suo padre era però stato destituito (1500) ed il Re non era troppo propenso a concedere ciò che aveva revocato.
Il matrimonio di Diego con Doña Maria de Toledo, nipote del Re Ferdinando il Cattolico e appartenente ad una delle famiglie nobiliari più importanti di Spagna, gli offrì una buona opportunità di recuperare quello che Cristoforo aveva perso.
Oltretutto, gli accordi di Santa Fe erano documenti ufficiali, scritti e firmati, per cui Diego passò alle vie legali, ma, nel bel mezzo della battaglia giudiziaria, il 24 febbraio 1526 Diego Colombo morì a Montalbàn, piccolo villaggio di Toledo, dove si era fermato prima di recarsi a Siviglia per assistere alle nozze di Carlo V con Isabella del Portogallo.
Rimasta vedova, Maria de Toledo pensò soltanto a crescere i sette figli avuti con Diego, tutti ancora minori, e a portare avanti i processi contro la Corona. Soltanto dopo dieci anni, nel 1536 la questione legale venne risolta con una sentenza arbitrale accettata da entrambe le parti: la Corte spagnola riconosceva Luigi Colombo come erede del maggiorasco di Diego, comprendente l'Ammiragliato delle Indie, alcune importanti proprietà in America (tra i quali l'isola di Giamaica e lo Stato di Veragua, nonché i titoli di marchese e di duca, ed infine una cospicua rendita annuale in denaro (esente da qualsiasi imposta). Il patrimonio di famiglia era salvo. Luigi Colombo morirà nel 1572 a Orano all'età di 54 anni.

## Il Tribunale Castigliano di Madrid

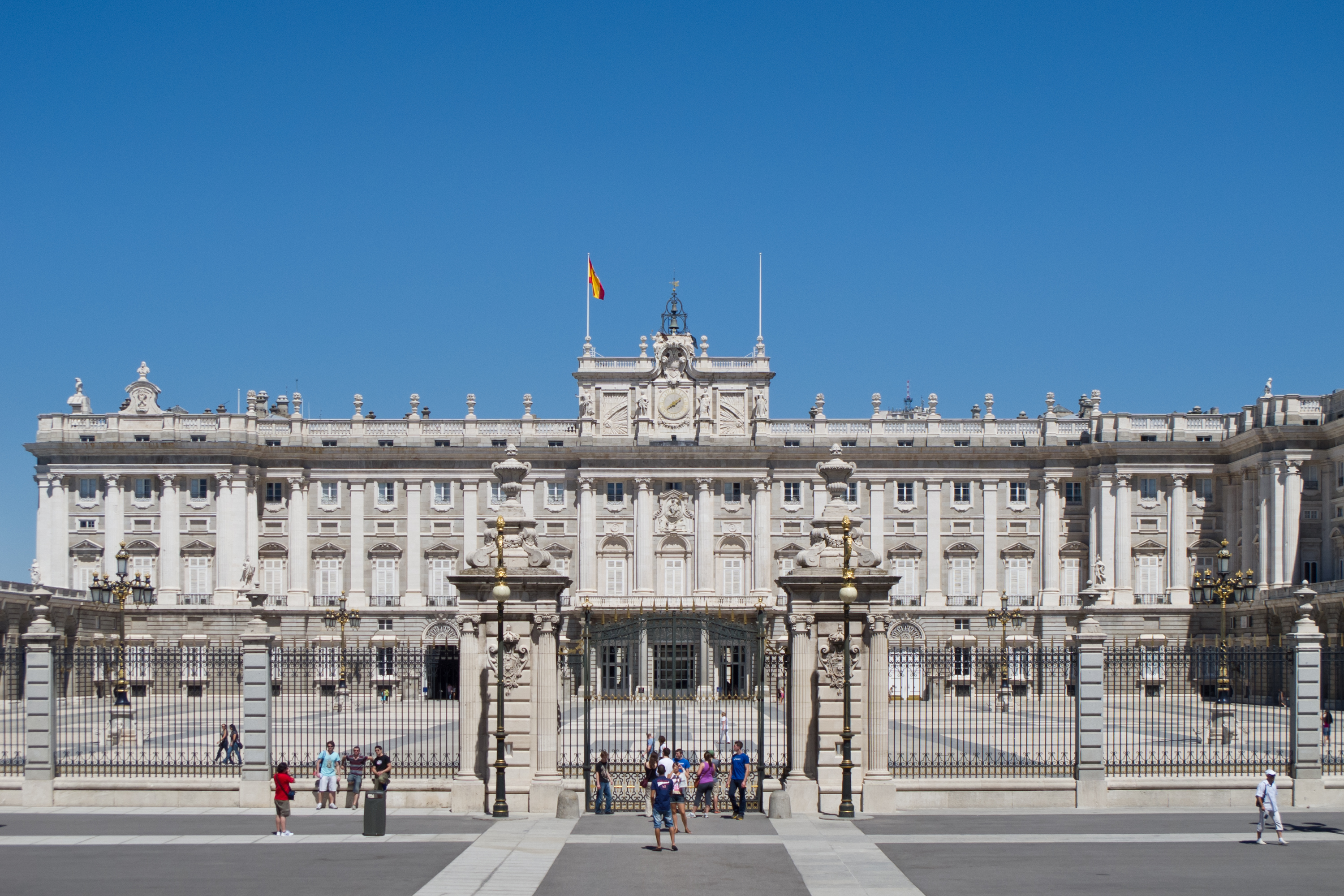
Palacio Real Madrid

Detto anche Tribunale delle Indie o Consiglio delle Indie (Consejo Real y Supremo de las Indias, 1524-1834), questo organo amministrativo fu istituito per assistere il re di Spagna (che lo presiedeva) nel governo dei possedimenti d'oltremare. Essendo la Chiesa cattolica in Spagna in regime di patronato (sottomessa cioè alla corona nella gestione temporale), il Tribunale delle Indie designava non solo viceré e governatori, ma anche vescovi e sacerdoti, e controllava le finanze delle parrocchie. Aveva anche poteri legislativi e fungeva da giudice d'appello.
Nel 1604, in seguito all'unificazione delle corone di Spagna e Portogallo, a Lisbona sorse un organismo analogo che, dopo la separazione (1640), assunse il nome di Consiglio d'oltremare.
La sua giurisdizione si restrinse con i Borbone: nel 1714, Filippo V riorganizzò il governo secondo il modello francese con varie Segreterie che ne assorbirono le competenze. Con l'invasione napoleonica cessò di funzionare, ma fu soppresso formalmente solo nel 1834.

## Gli accertamenti preliminari
Il cosiddetto Tribunale delle Indie fu chiamato a stabilire se era preferibile la linea di sangue discendente direttamente da Cristoforo, sebbene femminile, o quella collaterale, non discendente dell'Ammiraglio ma da altri parenti.
Il primo atto del Tribunale fu di accertare quali fossero i parenti di Cristoforo Colombo: la ricerca fu effettuata in modo rigoroso ed ufficiale, e fu alquanto complessa e lunga.
Dal momento che erano passati circa settant'anni dalla morte del Primo Ammiraglio Cristoforo, istitutore del maggiorasco, si iscrissero a prova precedenti sentenze scaturite da testimonianze dirette, non più disponibili per morte dei testimoni.
Ciò che risultò con certezza dall'istruttoria del processo, fu che l'Ammiraglio era di origine italiana e non portoghese o spagnola, e che non era di origine ebrea, tanto meno moresca, né di razza plebea.
Dopo aver esaminato tutti i documenti all'epoca ancora esistenti e disponibili, e dopo aver raccolto centinaia di testimonianze dirette, alcune illustri (Conte di Nemours, Conte di Percivalle, Marchesa Margarita e Duchessa di Monferrato, i Signori della Manta Marchesi di Saluzzo, ecc.), la Requisitoria del Supremo Consiglio Reale, accertò senza alcun ragionevole dubbio che la famiglia Colombo nasce da concessione di Ottone I nell'anno domini 960, e che alcuni dei pretendenti al maggiorasco erano sicuramente appartenenti alla famiglia, i cui rami erano di Cogoleto, di Cuccaro Monferrato, ecc.

## Gli eredi
I pretendenti "ufficiali" italiani, furono due, entrambi riconosciuti della famiglia Colombo:
1. Don Bernardo Colombo, con credenziali della Repubblica di Genova
2. Don Baldassarre Colombo, di provenienza monferrina e piacentina.

Vi erano anche dei pretendenti "genovesi", alcuni dei quali "residenti in Lisbona", che vennero subito estromessi dal processo, o peggio arrestati per evidente menzogna e falso. Atteso che il processo si svolgeva a Madrid, venne istituita dal Re Filippo di Spagna (che intanto era anche diventato Duca di Milano) una apposita commissione internazionale, con la collaborazione diretta del Duca di Mantova e molti illustri e nobili personaggi dell'epoca, allo scopo di redigere delle rogatorie internazionali sulla effettiva discendenza dei pretendenti non iberici.

## I testimoni
I testimoni chiamati a deporre, sotto giuramento, appartenevano in genere alla nobiltà monferrina: nella società del tempo era opinione diffusa che le testimonianze dei nobili avessero maggior valore di quelle dei popolani, in quanto la loro ricchezza fosse cagione di maggiore sincerità. Le testimonianze, escusse dal Senato di Casale, rispondevano a domande precise e dettagliate. Tra i testimoni, il nobile Pietro Rossi di Vignale, il nobile Giovan Pietro Tibaldeschi, il nobile Gaio Antonio Maimone di Lu; quest'ultimo deponeva: Ho praticato per il mondo, cioè in Spagna, in Francia, in Alemagna, in Fiandra, nella Polonia, in Transilvania, Sicilia e Sardegna et quasi tutta la Christianità et ho sempre olduto dire pubblicamente quando si ragionava di queste Indie nove che il detto don Christoforo inventore di dette Indie era desso del Monferrato et dalli signori della Casa dei Colombi. Leggendo le testimonianze emergono anche i nomi di alcuni compagni di viaggio di Cristoforo Colombo che sarebbero stati nativi del Monferrato: Michele Balestrero e Secondo Cornacchia, rispettivamente originari di Fubine e di Vignale Monferrato.

## La sentenza
Successivamente, Baldassarre portò anche altre deposizioni (sedici testimoni), ma la causa andò per le lunghe. Il figlio di Baldassarre, Mario, continuò il contenzioso legale in Spagna ma ormai le finanze dei Colombo di Cuccaro si erano compromesse ed alla fine Baldassarre e Mario rinunciarono alla causa. Mario tornò in Italia e nel 1606 fu investito del vecchio feudo di famiglia. Appena due anni dopo, il Consiglio delle Indie si pronunciò a favore dei Colon de Portugal, in quanto discendenti della linea femminile. Per amore di verità e per debito di giustizia, il Consiglio riconobbe comunque la famiglia di Baldassarre e Mario Colombo come quella dalla quale nacque Cristoforo Colombo di Cuccaro.